# Kankan
Kankan (mandinka nyelven: Kánkàn) egy város Guineában.

## Történet
A várost a 17. században alapította a mandinka nép, ami később fontos kereskedelmi központtá vált. Az egykori Baté Birodalom fővárosa volt. A városban elsősorban a mandinkák éltek, nyelvüket mindvégig beszélték. René Caillié francia felfedező Bokéból érkezett ide 1827-ben, a mai Guinea területén át, egészen Dzsenné és Timbuktu városáig. A várost Samory Touré hódította meg 1881-ben, 1891-ben pedig a francia gyarmathoz került.